# 柳沢保経
柳沢 保経（やなぎさわ やすつね、宝永3年7月26日（1706年9月2日） - 宝暦10年6月6日（1760年7月18日））は、越後三日市藩の2代藩主。側用人として有名な柳沢吉保の七男。母は側室上月氏。子は柳沢信著（長男）、柳沢信始（次男）、娘（米倉昌晴正室）、娘（日野資直室）。官位は従五位下、弾正少弼。通称は頼母、図書。宝永7年（1710年）6月22日生まれとする説もある。
享保9年（1724年）、隠居した兄・時睦の跡を継いで三日市藩主に就任する。時睦は松平姓の名乗りを許されていたが、一代限りという約定であったので、保経は元文元年（1736年）に改めて柳沢姓を称す。江戸城警備、大坂・駿府両加番、日光祭礼奉行などを歴任した。宝暦10年（1760年）に死去し、跡を長男の信著が継いだ。

## 系譜
父母
- 柳沢吉保（実父）
- 上月氏 - 側室（実母）
- 柳沢時睦（養父）

側室
- 福地氏
- 秋山氏

子女
- 柳沢信著（長男） 生母は秋山氏
- 柳沢信始（次男） 生母は秋山氏
- 米倉昌晴正室、生母は福地氏
- 日野資直室、生母は秋山氏